# 马克斯·瑙曼
马克斯·瑙曼（德語：Max Naumann；1875年1月12日—1939年5月18日），德国律师、政治家、新闻评论者。他是德意志民族犹太人协会的创始人兼主席，参与该协会的犹太人因而被称为“瑙曼犹太人”。自1922年至1934年，瑙曼出版了《德意志民族犹太人》杂志。

## 早年生涯
瑙曼出生于一个受同化的东欧犹太人家庭。他就读于弗里德里希韦尔德中学，随后于腓特烈-威廉大学获得法律学位。1893年，他参加了自由派组织“柏林勃兰登堡”（德語：Brandenburgia Berlin），该组织于1919年并入男孩联盟大会。1899年，他于埃朗根-纽伦堡大学获得法学博士学位。他是巴伐利亚陆军的预备役军官，随后以巴伐利亚国土防卫部队上尉的身份参加一战。他获得了两等铁十字勋章以及巴伐利亚军事功绩勋章。战后，他最终定居柏林。

## 政治活动

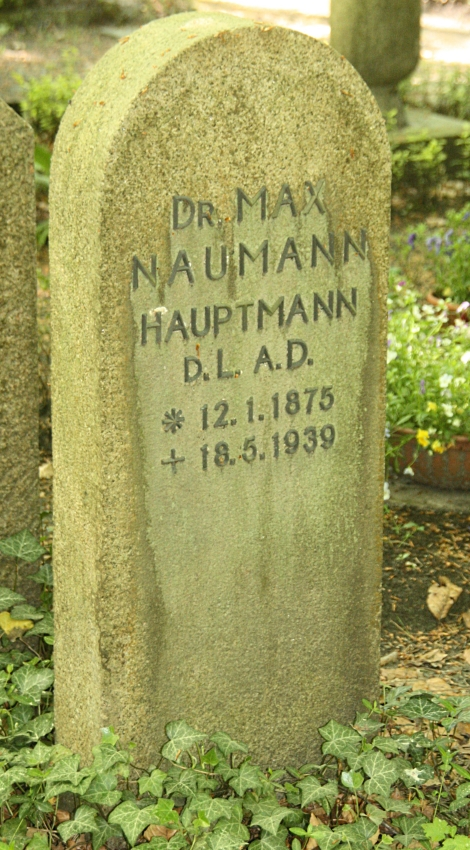
瑙曼于施塔恩斯多夫西南公墓的墓地

瑙曼及其于1921年创立的德意志民族犹太人协会认为，强调与展示特殊的犹太人身份是引发种族主义和反犹主义的导火索。因此，瑙曼与德意志民族犹太人协会同犹太人组织（如德国犹太信仰公民中央协会及锡安主义团体）处于尖锐对立。瑙曼强调犹太人应当彻底同化于德意志民族，以此作为对反犹主义的解决方案。在魏玛共和国时期，他是德国国家人民党的成员。根据米夏埃尔·布伦纳在《魏玛德国犹太文化复兴》一书中的记载，瑙曼在谈及希特勒上台后举行的1933年选举时曾表示：“选举运动不能成为宗教观念的斗争，而必须成为一场关于我们德国性的决定性斗争！”
1933年3月25日，瑙曼与尤利乌斯·布罗德尼茨、海因里希·施塔尔、库尔特·布卢门菲尔德和马丁·米夏埃尔·罗森布吕特一同被召集，与赫尔曼·戈林会面。戈林试图争取他们的支持，阻止原定于3月27日在纽约举行的一场抗议纳粹反犹主义的集会（参见1933年反纳粹抵制）。戈林声称德国的犹太人在散布谣言，称犹太人遭到纳粹势力的袭击。对此，瑙曼列举了一系列迫害事件予以回应，甚至拿出了一张报纸剪报，上面显示纳粹强迫犹太人用刷子擦洗街道。瑙曼是那些表示无法阻止外国抗议活动的犹太人领袖之一。
尽管（或正因为）他对纳粹主义的忠诚声明以及他的德意志民族主义倾向，瑙曼的德意志民族犹太人协会于1935年11月18日被解散，比其他犹太人组织更早。同一天，瑙曼被盖世太保逮捕，关押于哥伦比亚集中营。在自杀未遂后，他于一个月后被释放。他于1939年5月18日因癌症逝世。其墓地位于施塔恩斯多夫的西南公墓。

## 作品
- Vom nationaldeutschen Juden. Berlin 1920.
- Ganz-Deutsche oder Halb-Deutsche. Vier Aufsätze. Berlin 1921.
- Von deutscher Zukunft. Zwei Aufsätze. Berlin 1924.

## 引用
1. ↑  Matthias Hambrock: Die Etablierung der Aussenseiter: der Verband nationaldeutscher Juden 1921–1935 (2003)
2. ↑  Dissertation: Der Erbeinsetzungsvertrag in seinen Beziehungen zum Noterbenrechte.
3. 1 2  Who's Who in Nazi Germany by Robert Solomon Wistrich (Psychology Press, 2002), p. 177
4. ↑  p. 51. Yale University Press, 2009; ISBN 0-300-07720-3
5. ↑  Edwin Black, The Transfer Agreement: The Dramatic Story of the Pact Between the Third Reich and Jewish Palestine (Dialog Press, 2009; ISBN 978-0-914153-13-9), pg. 31